# چوسنووکا
چوسنووکا (به لهستانی:  Czosnówka) یک روستا در لهستان است که در گمینا بیاوا پودلاسکا واقع شده‌است. چوسنووکا ۷۰۰ نفر جمعیت دارد و ۱۴۰ متر بالاتر از سطح دریا واقع شده‌است.